# The '?' Motorist
«Загадочный автомобилист» (англ. The '?' Motorist) — немой короткометражный фантастический фильм Уолтера Бута. Это один из последних фильмов Уолтера Бута. Ремейк фильма вышел в 1911 году. Премьера состоялась в 1907 году в США 1906 года.

## Сюжет
Автомобилист сбивает полицейского на дороге. Потом на огромной скорости автомобиль взлетает и пролетает через дом. Автомобиль оказался на Луне, с которой перелетел на Сатурн. С Сатурна автомобилист возвратился на Землю. Сначала машина едет «лошадью», а потом едет нормально. Но полицейский смог остановить гонщика.

## Художественные особенности
С помощью специального троса поднимали машину, чтобы создавалось ощущение, будто автомобиль и вправду летел. Такой же трюк был в фильмах Жоржа Мельеса «Путешествие на Луну» и «Невероятное путешествие».